# Neuro-Ophthalmology
Neuro-Ophthalmology – naukowe czasopismo okulistyczne wydawane od 1980. Specjalizuje się w neurookulistyce. Oficjalny organ European Neuro-Ophthalmology Society (EUNOS). Dwumiesięcznik.
Czasopismo jest recenzowane i publikuje prace oryginalne na temat: metod diagnostycznych stosowanych w neurookulistyce (perymetria, neuroobrazowanie i elektrofizjologia), działania układu wzrokowego (siatkówka, aparat ruchowy oka, źrenica), neurookulistycznych aspektów funkcji i patologii oczodołu oraz zagadnień pokrewnych (np. migrena i objawy oczne chorób neurologicznych). Każde wydanie podzielone jest na sekcje: artykuł redakcyjny (Editorial), przegląd (Review), komentarz (Comment), prace oryginalne / krótkie raporty badawcze (Original Paper / Short Report), opisy przypadków (Case Report / Case Series), fotoesej (Photoessay), listy (Letters to the Editor), recenzje książek (Book Reviews), wybrane abstrakty z literatury neurookulistycznej (Selected Abstracts) oraz wiadomości dotyczące EUNOS (Society Tidings).
Od 2013 pismo nie posiada współczynnika wpływu impact factor (IF). W międzynarodowym rankingu SCImago Journal Rank (SJR) mierzącym wpływ i znaczenie poszczególnych czasopism naukowych „Neuro-Ophthalmology" zostało w 2017 sklasyfikowane na 90. miejscu wśród czasopism z kategorii okulistyka.
W polskich wykazach czasopism punktowanych przez Ministerstwo Nauki i Szkolnictwa Wyższego czasopismo otrzymało: 10-15 punktów (lata 2013-2014) oraz 20 pkt (2019).
Publikacje ukazujące się w tym czasopiśmie są indeksowane m.in. w EBSCOhost, OCLC, ProQuest, Embase, PubMed Central oraz w Scopusie.
Wydawcą jest koncern Taylor & Francis. Redaktorami naczelnymi są: Walter Jay (Loyola University Medical Center, Maywood, USA) oraz Simon Hickman (Royal Hallamshire Hospital, Sheffield, Wielka Brytania). W przeszłości czasopismem kierowali: Adolphe Neetens oraz Eberhart Zrenner.